# Drosera bulbosa
Drosera bulbosa är en sileshårsväxtart som beskrevs av William Jackson Hooker. Drosera bulbosa ingår i släktet sileshår, och familjen sileshårsväxter.
Artens utbredningsområde är:
- Lord Howeön.
- Norfolkön.
- New South Wales.
- Northern Territory, Australien.
- Coral Sea Islands.
- Queensland.
- Sydaustralien.
- Tasmanien.
- Victoria.
- Ashmore-Cartieröarna.
- Western Australia.

## Underarter
Arten delas in i följande underarter:
- D. b. bulbosa
- D. b. major

## Bildgalleri

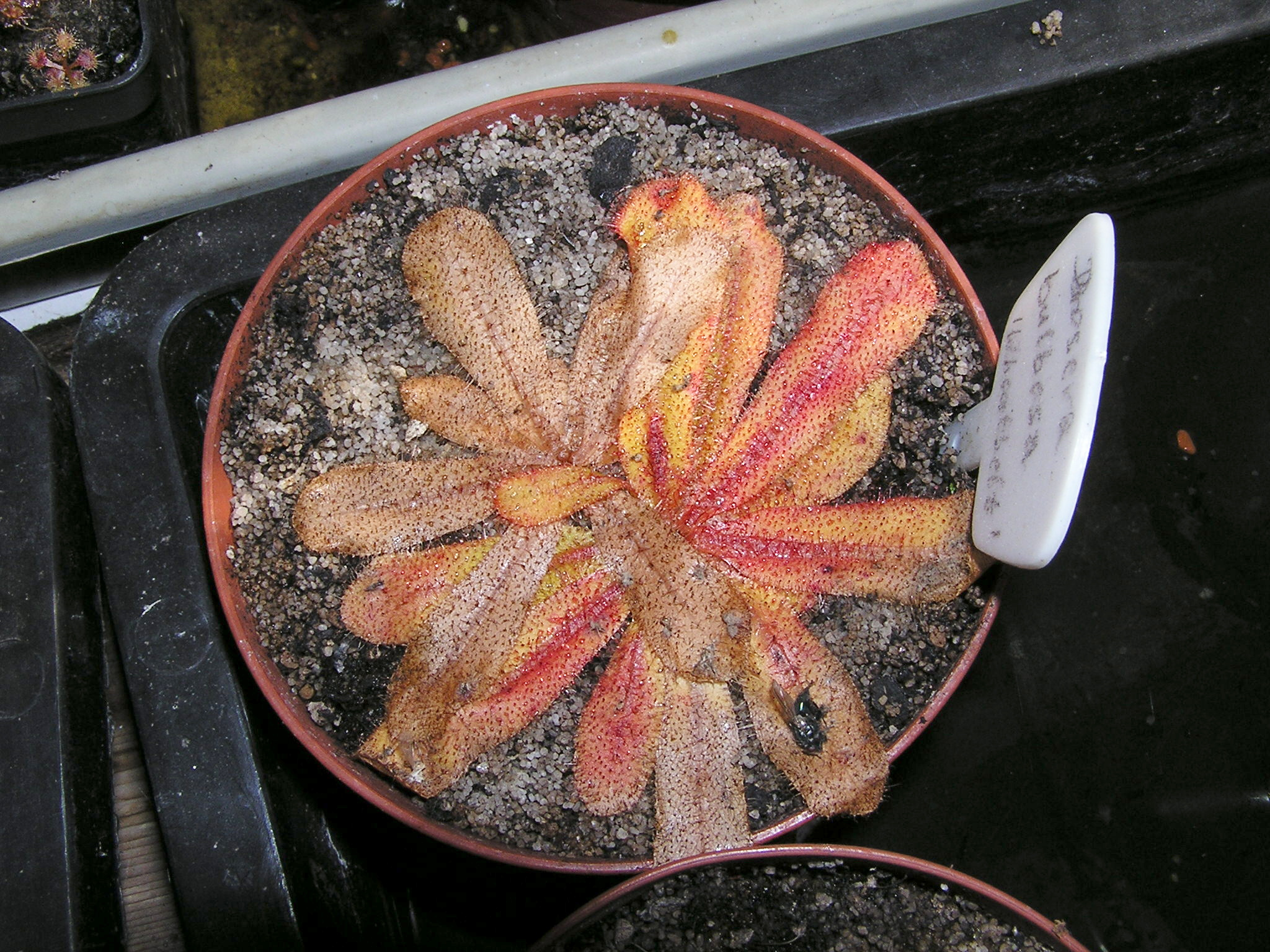